# Sal Rei

Sal Rei es una ciudad caboverdiana del municipio de Boa Vista y capital del municipio.

## Historia
Desde 2014 el gobierno está construyendo, a través del programa casa para todos, casi 600 viviendas para realojar a todas las personas que viven en el barrio clandestino de Barracas y dotar a todas las personas del barrio (el más populoso de la ciudad) de los servicios básicos de agua, alcantarillado, energía eléctrica, etc.

## Geografía física

### Playas

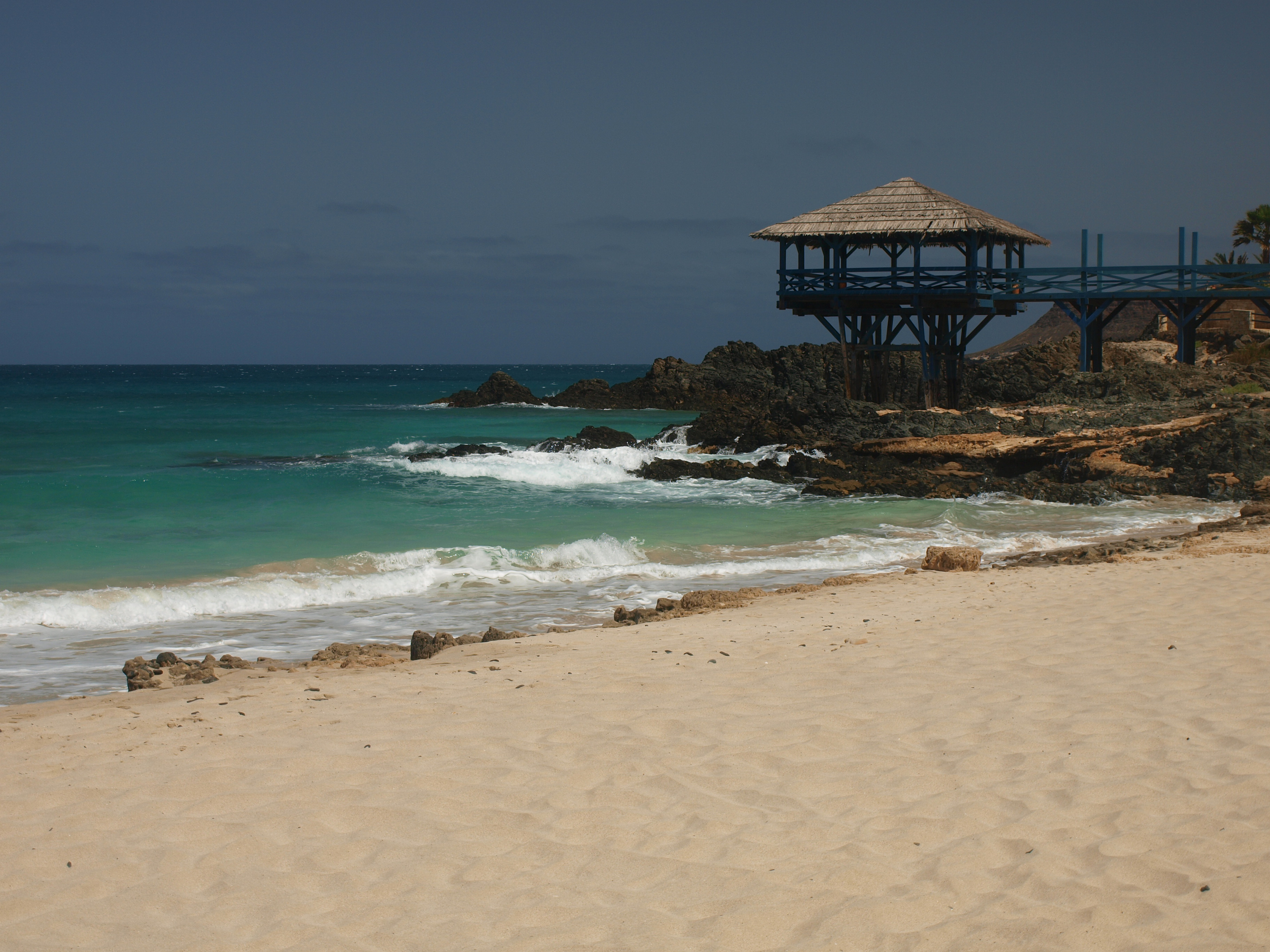
Playa de Cabral.

Al norte de la ciudad se encuentra la playas de Cabral y de la Cruz.

### Clima
El clima es semiárido con precipitaciones muy bajas. Apenas 300 mm, El mes más frío es enero, el mes más cálido y lluvioso es agosto y el mes más seco mayo, La temperatura en invierno la temperatura va de 19 a 25 °C y el verano va de 22 a 30 °C.
| Parámetros climáticos promedio de Sal Rei | Parámetros climáticos promedio de Sal Rei | Parámetros climáticos promedio de Sal Rei | Parámetros climáticos promedio de Sal Rei | Parámetros climáticos promedio de Sal Rei | Parámetros climáticos promedio de Sal Rei | Parámetros climáticos promedio de Sal Rei | Parámetros climáticos promedio de Sal Rei | Parámetros climáticos promedio de Sal Rei | Parámetros climáticos promedio de Sal Rei | Parámetros climáticos promedio de Sal Rei | Parámetros climáticos promedio de Sal Rei | Parámetros climáticos promedio de Sal Rei | Parámetros climáticos promedio de Sal Rei |
| Mes                                       | Ene.                                      | Feb.                                      | Mar.                                      | Abr.                                      | May.                                      | Jun.                                      | Jul.                                      | Ago.                                      | Sep.                                      | Oct.                                      | Nov.                                      | Dic.                                      | Anual                                     |
| ----------------------------------------- | ----------------------------------------- | ----------------------------------------- | ----------------------------------------- | ----------------------------------------- | ----------------------------------------- | ----------------------------------------- | ----------------------------------------- | ----------------------------------------- | ----------------------------------------- | ----------------------------------------- | ----------------------------------------- | ----------------------------------------- | ----------------------------------------- |
| Temp. máx. media (°C)                     | 25                                        | 26                                        | 28                                        | 28                                        | 29                                        | 30                                        | 31                                        | 31                                        | 30                                        | 28                                        | 28                                        | 27                                        | 28.4                                      |
| Temp. mín. media (°C)                     | 18                                        | 19                                        | 20                                        | 20                                        | 21                                        | 21                                        | 22                                        | 22                                        | 21                                        | 20                                        | 19                                        | 18                                        | 20.1                                      |
| Precipitación total (mm)                  | 1                                         | 0.6                                       | 0.1                                       | 0.3                                       | 0                                         | 3                                         | 16                                        | 86                                        | 81                                        | 51                                        | 39                                        | 22                                        | 300                                       |
| [cita requerida]                          |                                           |                                           |                                           |                                           |                                           |                                           |                                           |                                           |                                           |                                           |                                           |                                           |                                           |

## Organización territorial
La ciudad abarca los lugares y barrios de:
- Barraca
- Bairro da Boa Esperança
- Bom Sossego
- Bom Sossego Norte
- Centro de Sal Rei
- Chã de Salina
- Estoril
- João Questão
- João Questão Norte
- Padre Varela
- Porto de Sal Rei
- Riba d'Alto
- Ribeirinha
- Rochinha
- Santa Barbara
- Zona de Expansión de Bom Sossego
- Zona Indústrial
- Zona Praia Cabral

## Demografía
Gráfica demográfica de la ciudad de Sal Rei:
| Gráfica de evolución demográfica de Sal Rei entre 1990 y 2021 |
|                                                               |

## Transportes

### Transporte marítimo
El puerto se encuentra en la parte oeste de la ciudad y fue construido en 1993, y posteriormente ampliado en el año 2015. Posee dos muelles de atraque de 80 y 160 metros de longitud, y una profundidad de 5 y 7 metros respectivamente.

## Cultura

### Eventos culturales

#### Festivales artísticos
Durante el mes de agosto se celebra el festival Praia d' Cruz, en el norte de la ciudad.

## Deportes

### Instalaciones deportivas
En febrero de 2008 se inauguró el Estadio Municipal Arsénio Ramos, de hierba artificial, donde se disputan todos los partidos del campeonato regional de fútbol de Boavista.